# 拉于尔普
拉于尔普（發音：[la ylp] ⓘ，發音：[tɛrˈɦʏlpə(n)] ⓘ）是比利时瓦隆大区瓦隆布拉班特省的一个市镇，北与弗拉芒大區弗拉芒布拉班特省接壤，通行法语，是比利时法语社群的一部分，面积15.60平方千米，人口7,320人（2018年1月1日）。环球银行金融电信协会总部位于此地。